# Эффективная частота
Эффективная частота (англ. Effective Frequency, EffFq) — показатель, который отображает количество контактов с рекламой, оптимальных для влияния на целевую аудиторию.
Измеряется в абсолютных числах, например, 7, 9, 15. Для понятия «больше 9» используется запись «9+».
Если продемонстрировать человеку один телеролик, допустим, 100 раз, то мозг создаст под него отдельную нейронную структуру, тогда человек его и запомнит. Эффективная частота потому и называется эффективной, так как показывает оптимальное число рекламных контактов.

## История исследований

### Первые эксперименты
В самом начале большой вклад в разработку проблемы внесли психологи, которые работали в рамках концепции обучения. Центральными тут были понятия бихевиоризма  (стимул, реакция, подкрепление), использованные для объяснения разных элементов потребительского поведения.
Первые исследования в этой области проводились в конце XIX - начале XX века.  Г. Эббингауз вел изучение взаимосвязи между частотой повторения, продолжительностью послания и степенью запоминания сообщения. Суть эксперимента состояла в том, что каждый день автор читал вслух набор рекламных сообщений, а потом пытался воспроизвести их по памяти. В результате было обнаружено, что с увеличением числа дней эксперимента количество повторов, необходимых для припоминания рекламы, уменьшается. То есть, регулярное рекламное воздействие позитивно влияет на степень запоминания. Вместе с тем было зафиксировано падение уровня запоминания во времени.
В 60-70 годы явление изучали более тщательно, что было очень важно для понимания проблемы эффективной частоты контактов. Речь идет о так называемом пороге насыщения при воздействии рекламы. Утверждалось, что характер рекламного влияния не линеен.  Относительно показателей внимания, осведомленности, установки по отношению к бренду выделяли два интервала влияния рекламы.
Первый -  зарождение и формирование.
Второй – насыщение.
Именно в связи с этим и возник вопрос о минимальном количестве контактов, необходимом для достижения коммуникационных эффектов.

### Концепция трех контактов
В широко известных работах Х. Крагмана утверждалось, что именно три контакта с ТВ роликом – это необходимый минимум для обеспечения внимания та проинформированности потенциальных  покупателей про бренд. По мнению автора, первый контакт обеспечивает начальное внимание адресата к сообщению и предполагает ответ на вопрос «Что это такое?». Второй контакт имеет личностный характер, когда формируется ответ на вопрос «Что именно эта реклама значит для адресата?» Третий контакт исполняет роль напоминания. В то же время он является началом процесса «снятия» внимания с предметов, которые интересовали адресата раньше.

### 1980—1990-е
В последние два десятилетия состоялся пересмотр многих распространенных представлений о эффективной частоте. Главное событие – большинство специалистов согласились с тем, что правило «3+ контакта» является серьёзным упрощением.  Показательно, что в эти годы акцент делался на усложнении аналитических процедур, на более тщательном анализе взаимосвязи между коммуникационным и потребительским поведением.

### Индексы кратковременного рекламного влияния (STAS)
Одно из самых известных исследований в этой отрасли – исследование кратковременных эффектов,  выполненное под руководством Дж.Ф. Джонса в 1991 году в США.  На протяжении всего года фиксировалось потребительское поведение представителей 2000 домохозяйств относительно 142 брендов с 12 товарных групп. Данные про покупки фиксировались с помощью сканирования электронных кодов товаров, в то время как особенности телепросмотра регистрировались с помощью пипл-метров.
Автором были введены т. наз. индексы кратковременного рекламного влияния — STAS (Short Term Advertising Strength). STAS индексы показывали  разницу в доле покупок брендов, с рекламой которых происходили (или не происходили) контакты на протяжении семи дней, которые предшествовали покупке. Результаты показывали, что, в среднем, первый контакт с брендом значительно больше влиял на увеличение доли этого бренда среди всех приобретенных. Причем все последующие контакты настолько сильного влияния  не оказывали.

### Окончательный вердикт
Про вопрос о минимальном эффективном количестве контактов с рекламным сообщением единого мнения нет. Отдельные исследования фиксируют, что эффективным уровнем контактов являются 2. В то же время указывается на целесообразность отказа от понятия «оптимальности» частоты контактов, поскольку важное значение имеет распределение контактов на протяжении цикла  покупки.

## Зависимость от других параметров
Показатель зависит от уровня и качества креатива, маркетинговых целей и заданий, активности конкурентов и ещё нескольких параметров.
Зависимость от креатива — самая очевидная, так как грамотно сделанный ролик хорошо запоминается.  

## Расчет
Эффективная частота — показатель экспертный. Есть множество способов его оценки, но ни одного способа расчета. Самый известный метод оценки – матрица Остроу, предложенная в 1982 году. Он учитывает  различные показатели рекламной кампании: креатив, рыночные факторы, конкурентную среду.